# 코픽스
코픽스(COFIX)는 대한민국내 8개 은행들이 제공한 자금조달 관련 정보를 기초로 하여 산출되는 자금조달비용지수이다. 《콜금리》에 이어 2010년 2월에 도입된 새로운 대출 기준금리이다. '코픽스'는 1개월마다 자본을 조달하는 것이 목적인 상품들인 CD, 금융채, 환매조건부채권. 표지어음, 정기예금 등의 비용을 모두 고려하여 8개 은행(기업,국민,농협,신한,우리,하나,한국씨티,SC제일)으로부터 결정된다.

## 코픽스 종류
COFIX는 "잔액기준 COFIX", "신규취급액기준 COFIX" 및 "단기COFIX"로 구분 공시된다.
잔액기준 COFIX
잔액기준 COFIX는 정보제공은행들의 월말 지수산출 대상 자금조달잔액에 적용된 금리를 가중평균한 금리지수이다.
신규취급액기준 COFIX
신규취급액기준 COFIX는 정보제공은행들의 월중 신규로 조달한 지수산출대상 자금에 적용된 금리를 가중평균한 금리지수이다.
단기 COFIX
단기 COFIX는 정보제공은행들의 주간 신규로 조달한 지수산출대상 자금에 적용된 금리를 가중평균한 금리지수이다.